# Corona (cerveza)
Corona es una marca de cerveza fundada en 1925, producida en múltiples fábricas en México, Colombia, Chile y China. Es la marca de cerveza importada más vendida en los Estados Unidos.[cita requerida] La empresa Anheuser-Busch InBev es propietaria de la cerveza en todos los demás mercados. La receta incluye maíz, malta de cebada y lúpulo que se utilizan tradicionalmente para hacer cerveza.

## Historia
En 1925, la fábrica inició la producción de Corona en su presentación de "cuartos" de botella y desistió del proyecto de envasar esta cerveza en botella oscura para favorecer la conservación de sus aceites esenciales del lúpulo, ya que al público le agradaba más su envase transparente. La botella de Corona es en la actualidad fácilmente reconocible por su logo y estampado, el indicando el nombre de la marca y su leyenda "la cerveza más fina".
En 1935, esta compañía comienza a crear por primera vez sus anuncios comerciales, al mismo tiempo que la modernización de carreteras en México.[cita requerida] En 1950, se inicia la llamada "Caravana Corona”, fue el primer promocional de la empresa; a la par de la modernización del país. Cinco años después, en 1955 surge el nombre Corona Extra, uno de sus primeros patrocinios con equipos deportivos y eventos importantes. En 1964, la cerveza Corona Extra presenta al público la cerveza para hogares, también conocida como la “cerveza social”.[cita requerida]

### Años 80
En 1985, Corona México compra todos los derechos de marca a la Cerveza Corona en Puerto Rico, la cual había quedado en bancarrota y cerrado. Esta venta le abrió los derechos a la cerveza Corona de México para poder vender sus productos en los Estados Unidos, siendo la Corona de Puerto Rico la primera cerveza de esta marca en los Estados Unidos.[cita requerida]

### SigloXXI
En 2010 la compañía tiene presencia en 170 países del mundo y, en 2012, la compañía belga-brasileña InBev adquirió el 49% del paquete accionario de Grupo Modelo.

## Presencia en el mundo
La marca está distribuida en más de 159 países en los cinco continentes. Se distribuye por parte de la empresa Constellation Brands en Estados Unidos, México, Nueva Zelanda e Italia.
En España fue vendida hasta 2016 como Coronita y actualmente sigue vendiéndose al igual que en el resto del mercado, simplemente como Corona.
Entre los países donde se puede consumir se encuentran los siguientes:
| - Albania - Alemania - América del Norte - América Latina - Andorra - Antillas - Argelia - Armenia - Aruba - Australia - Austria - Azerbaiyán - Bahamas - Bangladés - Barbados - Bielorrusia | - Bélgica - Belice - Benín - Bosnia y Herzegovina - Bulgaria - Burkina Faso - Egipto - España - Eslovenia - Francia - Grecia - Países Bajos - Italia - Irlanda - Japón - Liechtenstein | - Luxemburgo - Nueva Zelanda - Polonia - Reino Unido - República Popular China - Rusia - Sudáfrica - Suecia - Suiza - Turquía - Tuvalu - Ucrania - Uzbekistán |